# Jacques Cassini
Jacques Cassini (también conocido como Cassini II) (París, 18 de febrero de 1677 - Thury-sous-Clermont, 18 de abril de 1756) fue un geógrafo y astrónomo francés hijo del famoso astrónomo Giovanni Cassini (1625-1712).

## Vida y obra
Cassini nació en el observatorio de París. A los 17 años es admitido en la Academia de las ciencias, en 1696 se hace miembro de la Royal Society, llegando a ser "maestro de cuentas" en 1706. Tras suceder en el puesto a su padre en el observatorio en 1712, midió en 1713 el meridiano 2° Este entre Dunkerque y Perpiñán publicando los resultados en un libro titulado Tratado sobre la grandeza y la geografía de la tierra (1720). También escribió Elementos de la Astronomía (1740). Estudio también la inclinación de los satélites y anillos de Saturno.

## Reconocimientos
- El cráter lunar Cassini lleva este nombre en su memoria, honor compartido con su padre, el también astrónomo Giovanni Cassini (1625-1712).[1]
- El asteroide (24102) Jacquescassini también conmemora su nombre.[2]